# Křídlůvky
Křídlůvky är en ort i Tjeckien.   Den ligger i regionen Södra Mähren, i den sydöstra delen av landet, 200 km sydost om huvudstaden Prag. Křídlůvky ligger 192 meter över havet och antalet invånare är 215.
Terrängen runt Křídlůvky är platt. Runt Křídlůvky är det ganska tätbefolkat, med 56 invånare per kvadratkilometer. Närmaste större samhälle är Znojmo, 16,0 km nordväst om Křídlůvky. Trakten runt Křídlůvky består till största delen av jordbruksmark.